# Hermin
Hermin ist eine französische Gemeinde mit 207 Einwohnern (Stand: 1. Januar 2022) im Département Pas-de-Calais in der Region Hauts-de-France; sie gehört zum Arrondissement Béthune und zum Kanton Bruay-la-Buissière.

## Geographie
Hermin liegt etwa 13 Kilometer südsüdwestlich des Stadtzentrums von Béthune und 21 Kilometer westlich von Lens. Umgeben wird Hermin von den Nachbargemeinden Rebreuve-Ranchicourt im Westen und Norden, Gauchin-Légal im Osten und Süden sowie Frévillers im Südwesten und Westen. Im Südwesten der Gemeinde Hermin steht ein Windpark mit fünf Windkraftanlagen.

## Einwohnerentwicklung
| 1962                       | 1968 | 1975 | 1982 | 1990 | 1999 | 2006 | 2013 | 2022 |
| -------------------------- | ---- | ---- | ---- | ---- | ---- | ---- | ---- | ---- |
| 180                        | 219  | 203  | 189  | 204  | 199  | 213  | 211  | 207  |
| Quellen: Cassini und INSEE |      |      |      |      |      |      |      |      |

## Sehenswürdigkeiten
- Kirche Saint-Léger aus dem 16. Jahrhundert
- Reste der alten Turmhügelburg
- Wasserturm

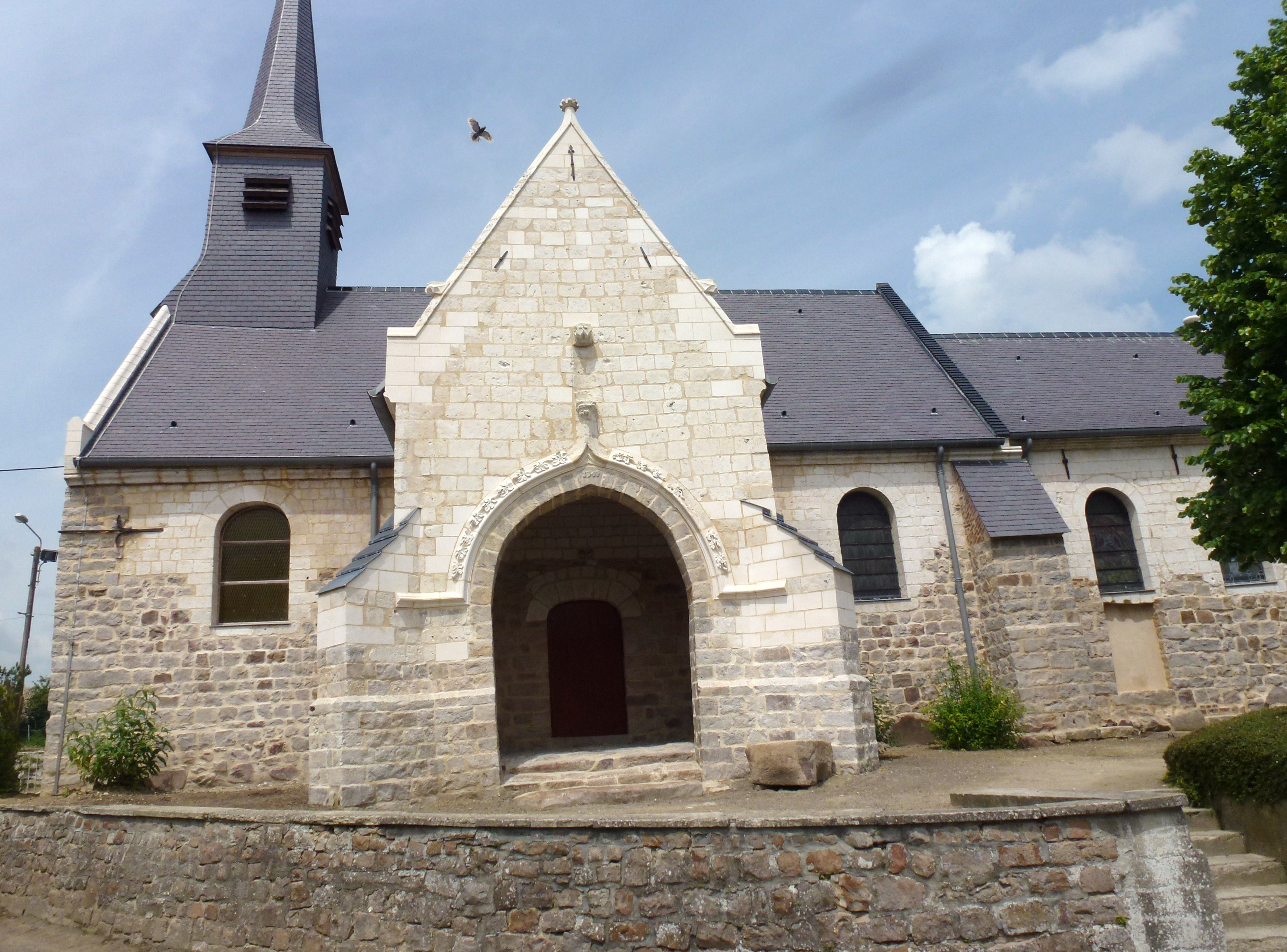
Kirche Saint-Léger
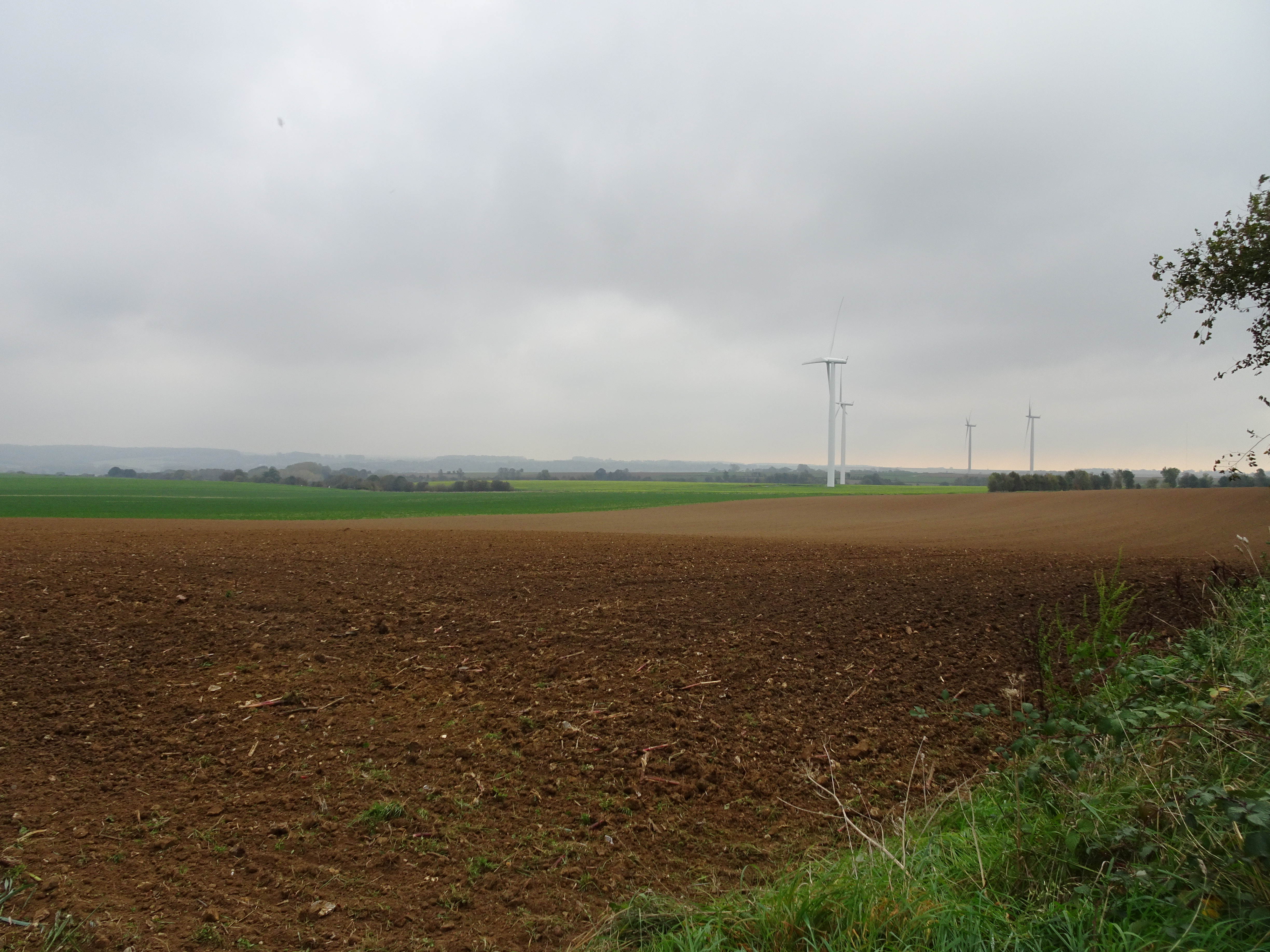
Windpark
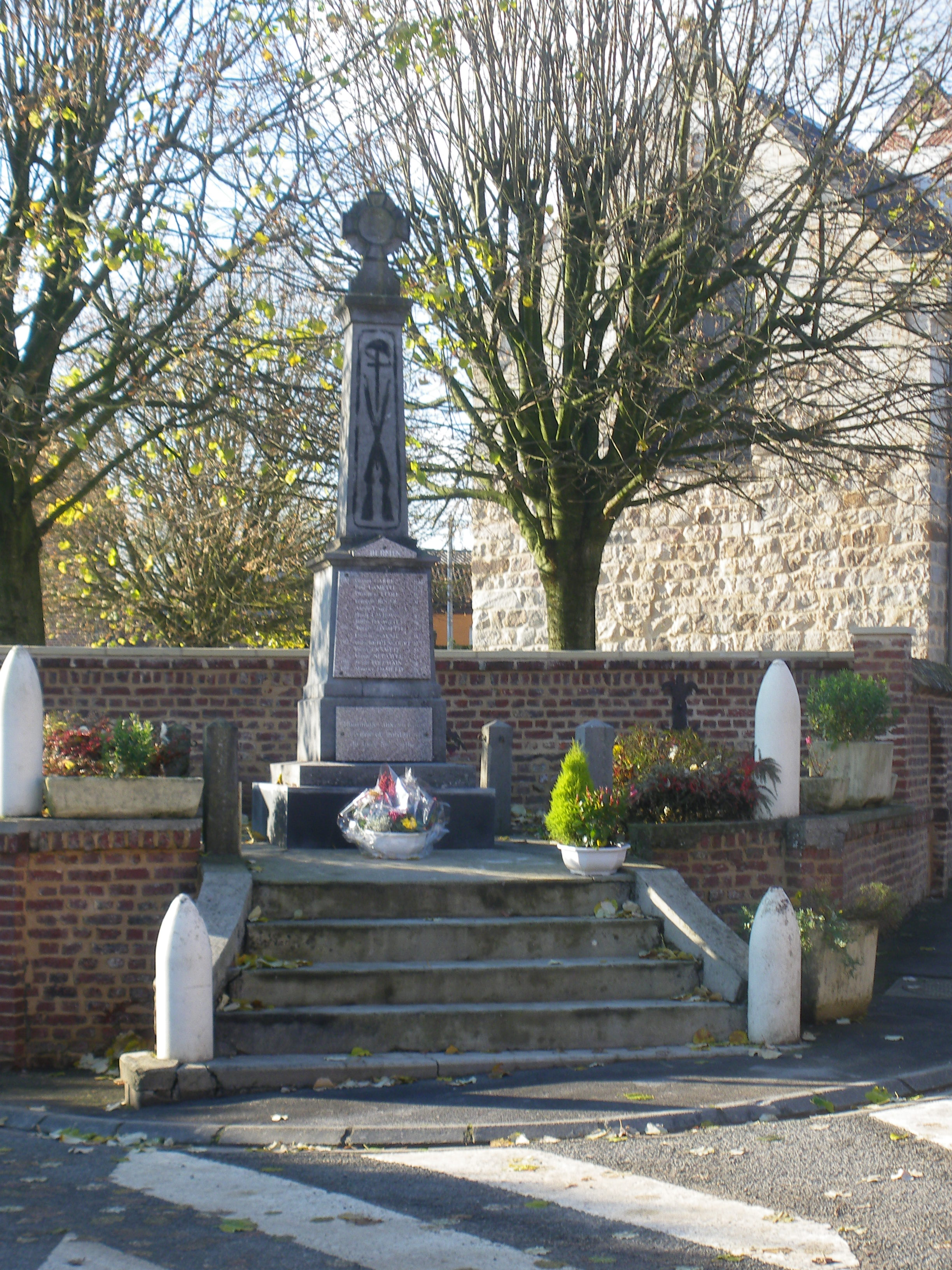
Gefallenendenkmal